# Національний музей літератури України
Національний музей літератури України в Києві є центральним музеєм подібного профілю на території країни.
Музей має філію — Київський літературно-меморіальний музей-квартиру Миколи Бажана.

## Приміщення
Музей розташований на розі вулиць Богдана Хмельницького та Терещенківської в будинку-пам'ятнику архітектури 19 століття, побудованому в 1871 році в стилі пізнього класицизму за проєктом архітектора О. Я. Шилле. З 1871 року в цьому будинку знаходилася Колегія Павла Галагана, яка вважалася одним із найкращих приватних навчальних закладів столиці України, який царська «охранка» називала «Розсадником українства». Тут неодноразово бували представники української літератури, а в період з 1885 по 1886 роки в бібліотеці Колегії, вишуканий двоярусний інтер'єр червоного дерева якої був розроблений італійськими майстрами й зберігся до наших днів майже повністю, працював відомий український письменник Іван Франко.
Нині у бібліотеці розгорнуто тривалу експозицію, матеріали якої розповідають про історію цього навчального закладу. Колегія Павла Галагана ввійшла в історію вітчизняної культури і освіти як «школа академіків». З Колегією пов'язані імена відомих діячів науки, освіти, літератури, серед яких академіки В. Липський, А.Кримський, В. Грабар, Г Костюк, М. Котляревський,                            Д. Петрушевський, поети М.Драй-Хмара, П.Филипович, а також                                   П. Житецький, М.Мурашко, М.Пимоненко та багато інших митців та науковців.
При Колегії на той момент функціонувала церква Святого Павла. Саме тут у травні 1886 року Іван Франко вінчався з Ольгою Хоружинською. На сьогодні в приміщенні бібліотеки знаходиться перший зал експозиції.

## Експозиція
Музей відкрив свою експозицію для відвідувачів 2 липня 1986 року. Експозиція побудована за тематико-хронологічним принципом і відтворює історію письменства на українських землях, охоплюючи всі періоди розвитку української літератури, починаючи від XI століття (Київська Русь) і до сучасності. 
Загальна кількість виставлених експонатів становить понад 5 тисяч одиниць, всього ж музейна колекція налічує понад 97 тисяч експонатів, серед яких унікальні стародруки, рукописні книги, першодруки й прижиттєві видання творів відомих письменників України, їхні рукописи, меморіальні речі, документи, музичні інструменти, твори образотворчого та декоративно-прикладного мистецтва, фотографії.
Гордістю колекції музею є зразки старовинних видань XVII-XVIII століть, унікальні стародруки, зокрема перша друкована книга слов'янськими літерами «Апостол» Івана Федорова, рукописна книга «Ліствиця» Іоанна Ліствичника.
В розділі XIX століття:
- прижиттєві видання творів Івана Котляревського, Тараса Шевченка, Пантелеймона Куліша, Миколи Костомарова, Івана Франка, Михайла Драгоманова,
- рукописи Лесі Українки, Михайла Старицького, Ольги Кобилянської
- меморіальні речі Марка Вовчка, Панаса Мирного, Івана Нечуя-Левицького, Ольги Кобилянської,
- рідкісні світлини Марка Вовчка, Марії Заньковецької, Дніпрової Чайки,
- книги з автографами та інші цінні експонати.

В музеї оформлені куточок давньоруського літописця, реконструкція друкарського верстата XVII століття діорама українського села. 
В розділі XX століття представлені:
- письменники-модерністи початку століття,
- митці 1920-1930-х, знані як митці «розстріляного відродження»
- унікальне мистецьке явище «шістдесятництво»
- творчість письменників-дисидентів, самвидав
- доробок українських письменників закордоння (перша хвиля еміграції, «Празька школа», МУР, «Нью-йоркська група»)

В експозиції є меморіальні речі Михайла Семенка, Павла Тичини,  Григорія Косинки, Остапа Вишні, Юрія Лавріненка,  Уласа Самчука, рукописний зошит поезій Василя Симоненка, рукописи Докії Гуменної, особисті речі й рукописи Василя Стуса, Євгена Сверстюка, книги, що були з митцями в ув'язненні. 
У виставкових залах музею експонуються літературні та мистецькі твори, які представляють як вітчизняну культуру, так і найкращі світові надбання.
В музеї проводяться різноманітні тематичні й персональні виставки. 

## Діяльність

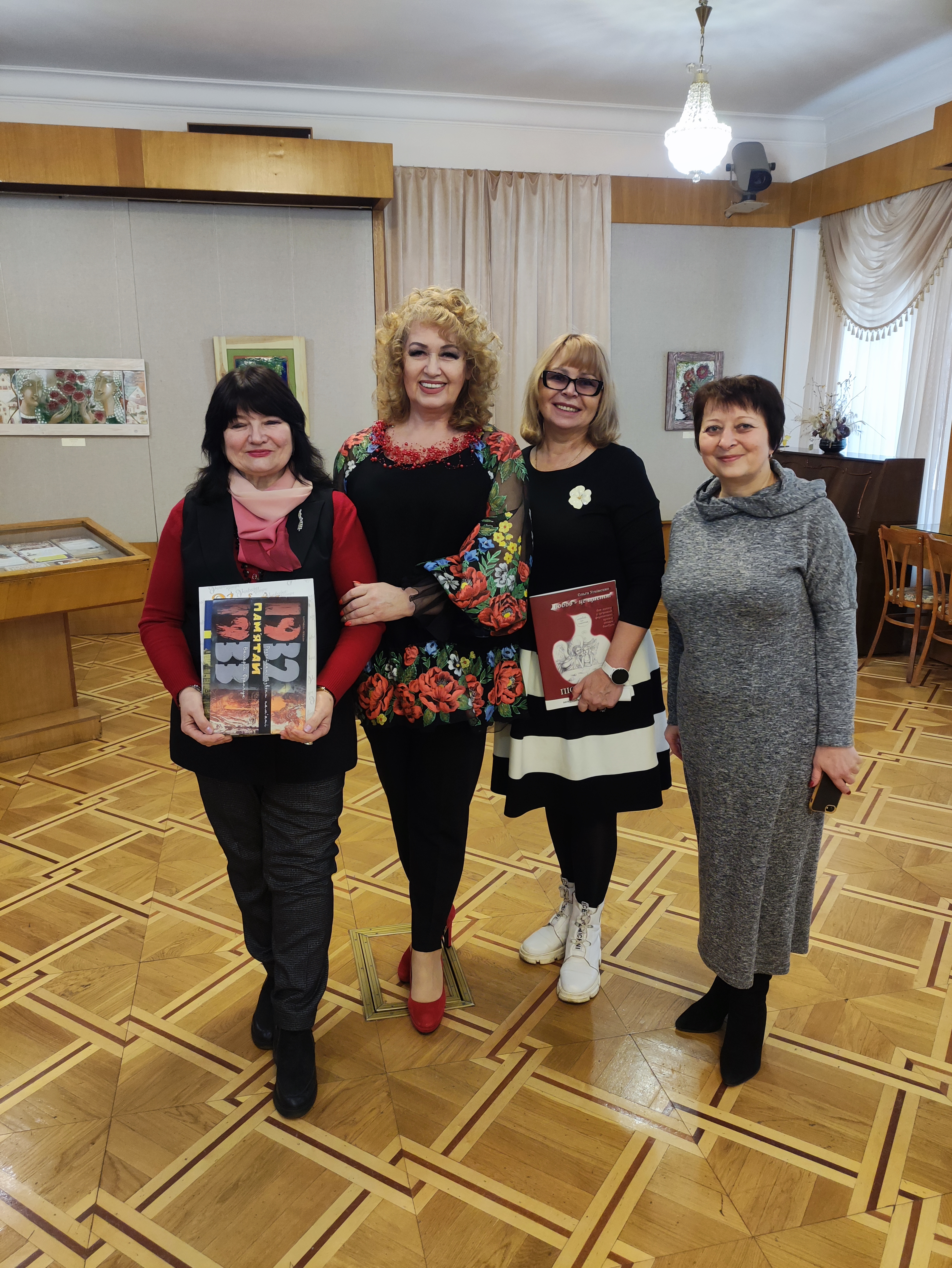
Бібліотекарки в день дарування книжок, лютий 2023

У музеї постійно проводяться літературні зустрічі, фестивалі культури, вручення літературних премій, презентації книжкових і періодичних видань, вечори за участю письменників, вчених, художників, майстрів мистецтв. Працюють Клуб вихідного дня, лекторій, Клуб шанувальників модерної літератури, літературно-мистецька студія, музична вітальня, школа народознавства, відвідувати які можуть усі охочі. Традиційним став щорічний Тиждень дитячої книги у музеї. Успішно діє розроблена науковцями програма «За духовне відродження України». Заходи проводяться у співпраці з провідними науковими установами, видавництвами, культурними центрами та громадськими організаціями.
Музейні бджілки
З січня 2015 року в музеї працює волонтерська організація «Музейні бджілки». Волонтери займаються плетінням маскувальних сіток та костюмів-кікімор для бійців україно-російської війни на Сході України. Проєкт заснований волонтерами на чолі з Юлією Козачок за сприянням адміністрації музею та Анжеліки Рудницької.
Станом на січень 2016 року волонтери виготовили 57 сіток і 51 кікімору.
2015 року волонтери стали героїнями документального фільму «Народження кікімори», литовського режисера Артурас Морозовас. Улітку 2015-го фільм побував у Києві та на Сході України.